# Smilax munita
Smilax munita är en enhjärtbladig växtart som beskrevs av Sing Chi Chen. Smilax munita ingår i släktet Smilax och familjen Smilacaceae. Inga underarter finns listade.